# Новокузнецкая кольцевая автомобильная дорога

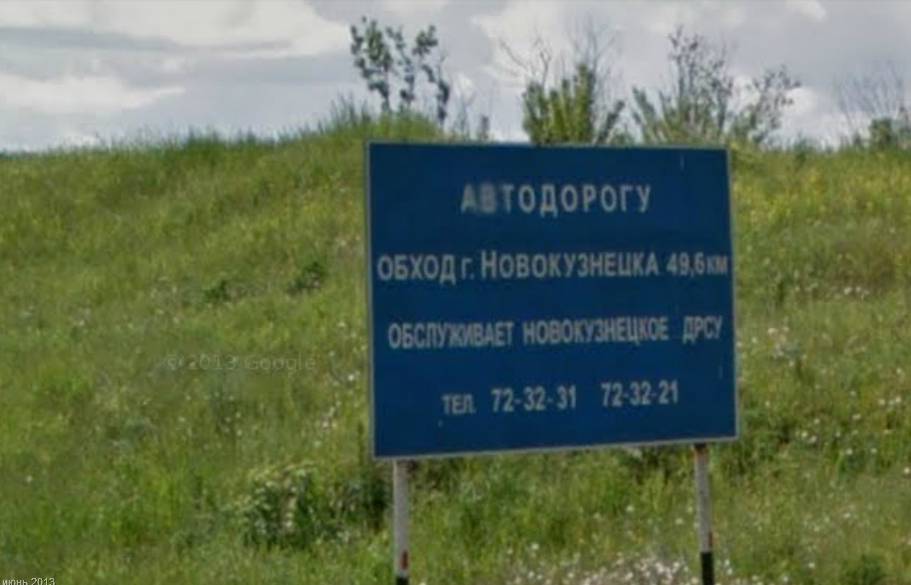
Табличка в начале трассы

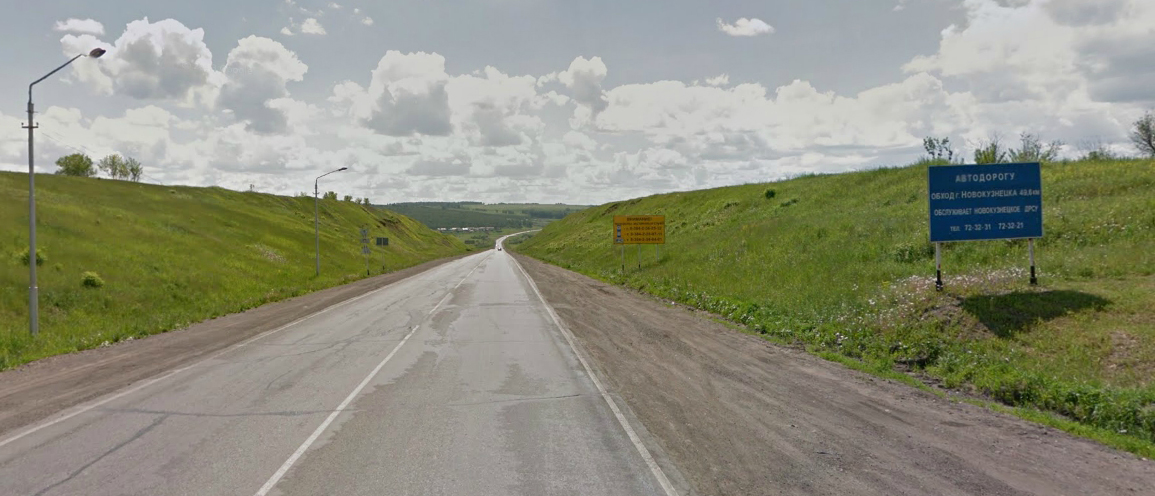
Начало трассы

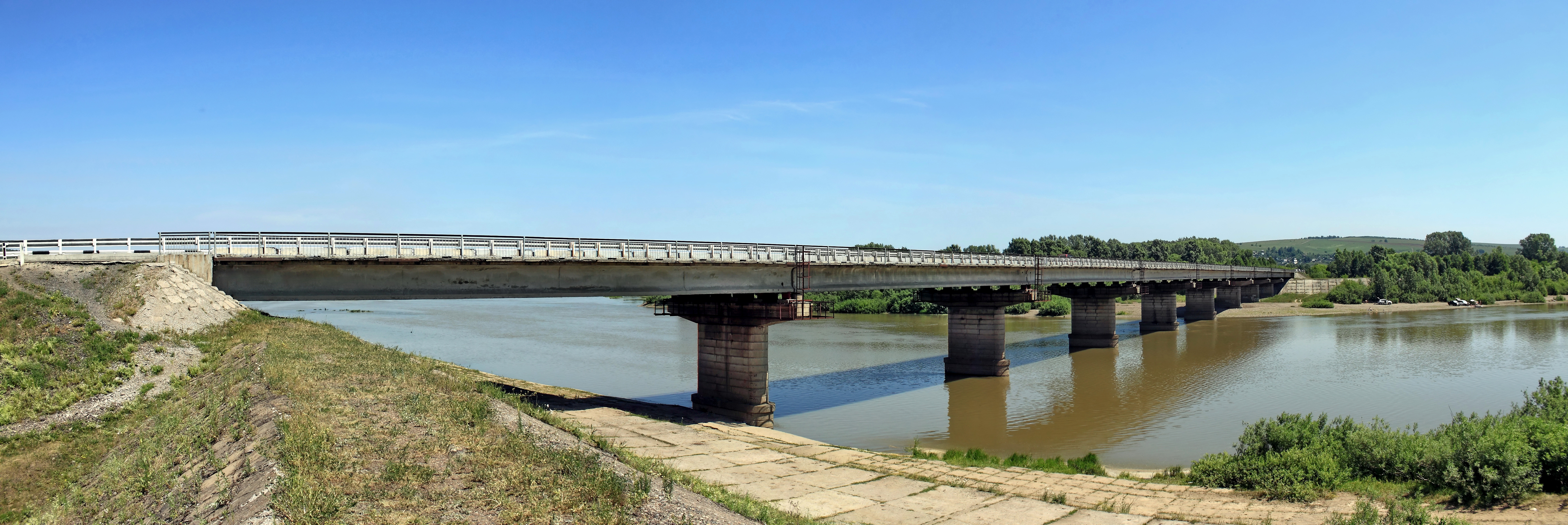
На 31-м километре НКАД пересекает реку Кондома

Новокузнецкая Кольцевая Автомобильная Дорога (НКАД) — участок автодороги Р366 и объездная автомобильная трасса южнее, западнее и восточнее города Новокузнецка, кольцевая автомобильная дорога, выводящая за пределы города транспортный поток Новокузнецка, соседних городов и грузового потока из Алтайского Края. Проходит по территории Новокузнецкого Района и частично города Новокузнецка по территории Заводского, Орджоникидзевского и Новоильинского районов Новокузнецка. К трассе прилегают коттеджные поселки, дачи, совхозы и садовые товарищества.

## Основное положение
Обходная трасса (обход города Новокузнецка) была спроектирована в начале 1980-х как дорога, позволяющая, не въезжая в крупнейший город Кузбасса, выполнить выход на города Междуреченск, Осинники, Калтан, Таштагол, а также обеспечить выход на федеральную трассу Р366, маршрутом следования на Алтай в города Бийск и Барнаул. Также данная автодорога предусматривала въезды в обходимый Новокузнецк с разных его сторон.
Первая очередь трассы (Калачево — Сосновка) была открыта в конце 1980-х годов.
Вторая очередь трассы (Сосновка — Муратово-Елань-Тальжино) немногим позже — в начале 1990-х.
С развалом СССР планы возведения последних двух участков угасли вместе с державой, как и многие другие проекты страны. Однако в последние годы стоит[где?] вопрос о продолжении трассы с целью замкнуть круг.

## Участки дороги и развязки
Кольцевая автодорога города Новокузнецка условно делится на участки между развязками и съездами в город.
Автодорога начинается с кольцевой развязки Калачёво/ Новокузнецк-Спиченково (аэропорт) / Ленинск-Кузнецкий / НКАД.
С НКАД имеется 5 въездов в город.
- Первый въезд в город Новокузнецк через Калачево и нулевой километр находятся здесь.
- Далее следует развязка Новокузнецк — Костёнково, с которой имеется выход на одноимённый посёлок Костёнково и осуществляется въезд в город. Это 4-й километр НКАД и второй въезд в город.
- На 14-м километре НКАД имеется выход на шоссе Листвянское. Это третий въезд в город, с которого в город можно попасть через Куйбышевский район города.
- На 25-м километре НКАД съезд на поселки Красинск и Михайловка.
- На 26-м километр НКАД располагается важный транспортный узел: развязка Сосновка — Новокузнецк — Бийск — Шерегеш. Развязка является четвертым въездом в Новокузнецк и одновременно транспортным коридором на горнолыжный курорт области с выходом на Бийск, Барнаул.
- На 29-м километре НКАД располагается развязка Новокузнецк — Сосновка — Осинники — Калтан.
- На 31-м километре НКАД пересекает реку Кондома. Через реку проходит двухполосный автомобильный мост.
- На 50-м километре НКАД прерывается и соединяется с дорогой на Осинники и Притомским шоссе, с которого через кольцевую развязку можно уехать на Междуреченск и въехать в город Новокузнецк. Это пятый въезд в город с обходной трассы города.

## Основные пересечения с другими дорогами
| Трасса                                | Пересечение                           | Информация о трассе                                           |
| ------------------------------------- | ------------------------------------- | ------------------------------------------------------------- |
| Р384                                  | Аэропорт Спиченково, Калачево         | В Аэропорт, на Прокопьевск и Кемерово, въезд в Новокузнецк    |
| Трасса Костёнково                     | Костёнково                            | Въезд в Новокузнецк, на с. Костёнково                         |
| Листвянское шоссе                     | Листвяги                              | Въезд в Новокузнецк, на пос. Листвяги                         |
| Трасса Михайловка, Красинск           | Красинск, Михайловка                  | Съезд в п. Красинск, в д. Михайловка                          |
| Р366                                  | Сосновка, Таргай, шоссе на Бийск      | Съезд в Новокузнецк, на с. Таргай, трасса на Бийск и Барнаул. |
| Трасса Куртуково, Осинники            | Сосновка, Куртуково                   | Съезд в Сосновку-Новокузнецк, трасса на Осинники              |
| Притомское шоссе, Трасса Междуреченск | Атаманово, Тальжино, Притомское шоссе | Съезд в Новокузнецк, трасса на Междуреченск                   |